# Okopipi
Okopipi (nazywany również Black Frog) – projekt mający na celu stworzenie systemu będącego następcą projektu antyspamowego Blue Frog, prowadzonego przez firmę Blue Security.
System Blue Frog był bardzo innowacyjnym narzędziem w walce ze spamem, jednak firma potrzebowała serwera internetowego ze znanym użytkownikom adresem (chociażby na stronę firmową). System stanowił jednak duże zagrożenie dla spamerów, więc wielokrotnie próbowali oni zablokować serwer – poprzez ataki Distributed Denial of Service (przeciążenie serwera zbyt dużą liczbą połączeń). Po pierwszych atakach firma co prawda skorzystała z usług firmy Prolexic specjalizującej się w przeciwdziałaniu takim atakom, jednak przestępcy w końcu zwyciężyli przeprowadzając atak z tak dużej liczby komputerów że nawet sieć serwerów tej firmy została zablokowana. Firma Blue Security zakończyła wtedy swą działalność.
Zaletą nowego systemu – Okopipi – miało być to że był projektowany jako sieć peer to peer (pod nazwą „the frognet”). Dzięki nieistnieniu jednego centralnego serwera spamerzy nie mieliby czego zaatakować. Różnicą w stosunku do pierwowzoru miało być też to, że był to projekt otwarty – Open Source.
Obecnie projekt jest martwy – strona główna projektu ostatni raz została zmieniona w styczniu 2007, zaś na początku 2009 domena projektu została usunięta z DNS.